# 吉列特格羅夫 (愛荷華州)
吉列特格羅夫（英語：Gillett Grove）是一個位於美國愛荷華州克萊縣的城市。

## 地理
吉列特格羅夫的座標為43°00′52″N 95°02′12″W / 43.01444°N 95.03667°W，而該地的平均海拔高度為398米（即1306英尺）。

## 人口
根據2010年美國人口普查的數據，吉列特格羅夫的面積為0.49平方千米，當中陸地面積為0.49平方千米，而水域面積為0.00平方千米。當地共有人口49人，而人口密度為每平方千米100人。